# 永松潔
永松潔（日语：／ Nagamatsu Kiyoshi，1950年1月5日—），日本漫畫家。男性。出身於福岡縣福岡市。
1971年，他以在《Comic Magazine》（芳文社）上發表的《望鄉》首次亮相。他主要活躍於青年雜誌。代表作是《小小男子漢》。
（原作：高橋遠州）在《Big Comic Original》上連載。《小小男子漢》的井川強等人也在裡客串。

## 作品列表
- 今天是否有精神
- 小小男子漢[2]—（《Morning》，講談社）—曾被改編成動畫、電視劇。
  - 阿強要更加加油（《月刊Afternoon》，講談社）
  - 阿強加油2（《Morning》）
- （《Morning》）
- （原作：鶴屋次樓，《Morning》）
- （《Big Comic Original增刊》，小學館）
- （《Big Comic Original增刊》）
- （《近代麻雀原創（日语：近代麻雀）》，竹書房）
- 名犬林太郎
- （後來改名《好想吃拉麵》）
- 狗的生活（《漫畫Goraku Nexter（日语：漫画ゴラクネクスター）》，日本文藝社（日语：日本文芸社））
- （《Comic GUMBO（日语：コミック・ガンボ）》，出島）
- 多謝款待（《Big Comic Original增刊》）
- 明天開始就是春天！ -Hello Work（日语：公共職業安定所）物語-（原作：末田雄一郎）
- （原作：高橋遠州，《Big Comic Original增刊》→《Big Comic Original》）

## 腳註

## 外部連結
- （日語）